# Hyundai Nuvis
O Nuvis é um crossover conceitual apresentado pela Hyundai na edição de 2009 do Salão de Nova Iorque.